# Villa Girasole
Villa Girasole è un'abitazione in stile razionalista ideata e progettata dall'ingegner Angelo Invernizzi (1884-1958) che ne fu committente e primo proprietario. Fu realizzata tra il 1929 e il 1935 con la collaborazione per la parte architettonica dell'architetto veronese Ettore Fagiuoli. Essa è ubicata a Marcellise, frazione del comune di San Martino Buon Albergo, in provincia di Verona.
La struttura è composta da due corpi: un corpo fisso di forma circolare, parzialmente inserito nel terreno, e un secondo corpo a forma di V posato sul primo corpo e invece rotante.
L'edificio, attraverso un articolato meccanismo rotante, aveva originariamente «la possibilità di ruotare su se stesso per rivolgersi verso il punto cardinale preferito, per esporre gli ambienti al sole o all'ombra, per ripararli dal vento o rinfrescarli con la brezza estiva». Da questa sua particolarità la villa trasse il nome di Girasole e la sua pubblicazione interessò le maggiori riviste di architettura del tempo, poiché fu la prima «casa rotante» realizzata in Italia.

## Storia
La residenza, ideata dall'ingegner Invernizzi come dimora di villeggiatura per la sua famiglia presso Marcellise, venne progettata in stile razionalista e risentì fortemente di quell'utopia futurista incardinata sul concetto di movimento e della tecnologia del tempo. Il fatto che l'edificio fosse una «casa rotante» incarnò appieno l'animo futurista e motivò il progettista a farne la sua caratteristica peculiare. L'idea di realizzare una casa ad alto contenuto tecnologico e capace di seguire il sole risiedeva anche in altre motivazioni, ovvero la possibilità di ridurre il consumo energetico grazie al maggiore irraggiamento e, al contempo, lo sfruttamento delle proprietà benefiche dell'elioterapia, che proprio in quegli anni andava affermandosi nei "bagni di sole", metodo di cura prescritto anche per la tisi di cui soffriva la moglie di Angelo Invernizzi, Lina.
Tuttavia questo intento progettuale può essere interpretato come un primo, antesignano tentativo di bio-edilizia, che vide anche l'ottenimento del titolo di prima «casa rotante» realizzata in Italia.
Secondo quanto annotato dal direttore dei lavori, il geometra Mario Daverio, la struttura portante ruotò per la prima volta il 14 novembre 1933 e il completamento della residenza venne annunciato a livello nazionale da un'edizione del cinegiornale dell'Istituto Luce del 1935, che descriveva l'opera come «[...] un originale progetto italiano di casa girevole che costituisce una curiosità di grande interesse.»
La famiglia Invernizzi abitava prevalentemente a Genova, dove l'ingegnere lavorava, mentre la villa veniva abitata durante i soggiorni estivi; in seguito, quando l'ingegner Invernizzi si ritirò dall'attività, divenne la residenza principale dei due coniugi. Qui essi si spensero a circa un anno di distanza, prima la moglie Lina nel 1957, poi l'ingegner Invernizzi l'autunno seguente. 
Nel 1995 il regista Christoph Schaub e l'architetto svizzero Marcel Meili realizzarono un video che illustrava le meraviglie tecnologiche di Villa Girasole, proiettandolo al Festival cinematografico di Locarno.

### Dagli anni 2000
Dai primi anni Duemila, a causa dell'erosione del terreno, l'edificio ha subìto lievi cedimenti e assestamenti che hanno deformato irreparabilmente le rotaie e i meccanismi di scorrimento, rendendo ormai impossibile la sua rotazione.
Gli eredi Invernizzi, nelle persone dei figli Lidia e Lino, hanno continuato ad abitare e a curare la conservazione della villa fino alla loro scomparsa nel 2012, costituendo la Fondazione "Il Girasole" - Angelo e Lina Invernizzi nel 2002, presso l'Accademia di architettura di Mendrisio.
Nel 2012 l'edificio è stato acquisito dalla Fondazione Cariverona che si è occupata di lavori di restauro che hanno interessato prevalentemente la copertura della terrazza principale e la terrazza pensile, intervenendo sulle tavelle del solaio di estradosso dell'ultimo piano e delle travi di bordo e di collegamento tra le due ali; dal 2015 l'edificio non è aperto al pubblico, a causa di ulteriori lavori di manutenzione.

## Descrizione

### Esterno
Considerata uno dei capolavori del Razionalismo italiano, dell'Art Déco e del Futurismo, Villa Girasole è inserita in un contesto naturalistico circostante che conta circa undici ettari di parco.
L'edificio è composto da un ampio basamento di forma circolare di 44 metri di diametro parzialmente interrato nella collina, su cui poggia un corpo rotante di due piani a forma di "L". L'edificio, che per l'epoca della sua realizzazione abbondava di tecnologia, è dotato anche di un ascensore interno che collega tutti i piani fino alla terrazza superiore, dove si trova l'accesso alla torretta in vetrocemento, il cui intento stilistico è ricordare il faro di Genova, omaggio alla città dove l'ingegner Invernizzi studiò, visse e lavorò per lungo tempo. Complessivamente l'edificio conta sei piani, di cui tre facenti parte del basamento, due del corpo rotante e uno della vetta della torre, che raggiunge i 42 metri d'altezza. 
L'architetto Ettore Fagiuoli progettò i prospetti esterni, l'arredamento interno in stile nautico e l'abitazione del custode posta in prossimità dell'ingresso della proprietà.
La struttura in cemento armato è tamponata con pareti in laterizio per il corpo fisso del basamento, mentre un innovativo sistema di pannelli in Eraclit, una mescola di legno e magnesite introdotta nel 1925, venne utilizzata per la realizzazione delle pareti perimetrali del corpo rotante superiore, garantendo doti di leggerezza e di isolamento. Una porzione di questa stessa parte mobile dell'edificio, ovvero il modulo cilindrico comprendente la torretta centrale, è stata rivestita esternamente da lastre di Alluman, ovvero una speciale lega di alluminio, conferendo un aspetto metallico e lucente, un implicito tributo all'ingegneria navale e aeronautica ma il cui intento tecnico era quello di conferire leggerezza e modernità nonché un apprezzabile potere riflettente capace di amplificare l'irraggiamento solare.
L'abitazione comprendeva anche un solarium tournant, un campo da tennis pensile allestito sul terrazzo, una piscina con un toboga in cemento armato e un piccolo lago artificiale inserito nel parco circostante.

### Interni
Gli interni vantavano un arredamento in stile Déco e Futurista progettati dall'architetto Ettore Fagiuoli, nonché un moderno sistema di domotica curato dall'ingegnere meccanico Romolo Carapacchi, che comprendeva le tapparelle oscuranti azionate elettricamente da comandi posti nelle stanze o direttamente sui comodini delle camere da letto. L'ascensore interno originariamente prevedeva una cabina Otis che serviva i sei piani complessivi della villa. 
I tre piani del basamento ospitavano originariamente un'ampia autorimessa e grandi locali di rappresentanza collegati, tramite la scala elicoidale e l'ascensore interno, al modulo rotante superiore.
Quest'ultimo costituiva la parte più intima dell'abitazione con i locali dell'unità abitativa della famiglia Invernizzi. Il primo piano del modulo rotante (quarto fuori terra) ospitava un ampio quadrilocale con soggiorno, studio, bagni e cucina affacciati tutti verso i lati interni della struttura a "L"; il piano superiore (quinto fuori terra) ospitava invece la zona notte con bagni e le relative camere da letto. Entrambi i corridoi di ciascun piano erano ricavati sui lati lunghi della struttura a "L" e collegati anche al vano scale, le cui ariose rampe elicoidali percorrono interamente la struttura cilindrica circondando il vano ascensore lasciato a vista. Questa struttura cilindrica è di cruciale importanza per l'intero edificio, poiché risulta essere il vero perno del meccanismo di rotazione e contiene i cavedi necessari a ospitare le dorsali di carico e scarico dell'impianto idraulico e quelli dell'impianto elettrico che alimentano il modulo rotante superiore a cui è collegata. 
La terrazza superiore si raggiunge anch'essa con l'ascensore e, di qui, un'ultima rampa di scale esterna sale fino alla terrazza della torretta rivestita il lastre di vetrocemento.

### Il meccanismo rotante
L'asse di rotazione dell'edificio opera attorno al modulo giroscala di forma cilindrica, che ospita anche il vano ascensore. La rotazione della porzione di edificio superiore, del peso di circa 1.500 tonnellate, era originariamente affidata a un sistema di 15 carrelli con ruote ferroviarie di cui 2 dotati di un propulsore diesel ciascuno da 1,5 CV di potenza, che percorrevano un anello costituito da tre rotaie in acciaio poggianti sul solaio del basamento circolare dell'edificio; inoltre, la struttura cilindrica portante che funge da perno, poggia su una ralla in acciaio fissata alla base, al livello di fondazione della stessa.
Il meccanismo, attivato elettricamente premendo un'apposita pulsantiera posta a ciascun piano del vano scale cilindrico, consentiva alla villa di ruotare su se stessa in entrambi i sensi a una velocità di 4 millimetri al secondo, compiendo un giro completo in 9 ore e 20 minuti. L'autore di quest'articolato sistema rotante fu lo stesso ingegnere meccanico Romolo Carapacchi, direttore tecnico delle Officine Meccaniche Verrina di Genova.